# Miniature America
Miniature America ist ein Musikalbum von Miles Okazaki. Die 2022 entstandenen Aufnahmen erschienen am 19. Juli 2024 auf Cygnus Recordings.

## Hintergrund
Das Album wurde am 6. und 7. Dezember 2022 im Studio East Side Sound in New York City aufgenommen und Ende Juni 2023 abgemischt. Zu dem Gitarristen Miles Okazaki gesellt sich eine rotierende Besetzung von Mitwirkenden, darunter die Vibraphonistin Patricia Brennan, der Pianist Matt Mitchell die Altsaxophonistin Caroline Davis, die Saxophonisten Anna Webber (Tenor) und Jon Irabagon (Mezzosopran, Sopranino und Slide), der Posaunist Jacob Garchik und die Sängerinnen Ganavya Doraiswamy, Jen Shyu und Fay Victor, die in unterschiedlichen Konstellationen vom Duo bis zum Tentett eingesetzt werden. Okazaki verwendete traditionelle elektrische und akustische Gitarren sowie Viertelton- und bundlose Gitarren. Der Albumtitel stammt aus der Zeichnung von Ed Ruscha, die auf dem Cover abgebildet ist.

## Titelliste
- Miles Okazaki: Miniature America (Cygnus Recordings)

1. The Cocktail Party 1:50
2. The Funambulist 0:59
3. The Funicular 2:14
4. Lookout Below 0:59
5. Wheel of Cloud 2:57
6. And the Deep River 1:04
7. Follow That Car 1:10
8. Open Road 1:56
9. Whack a Mole 1:26
10. Promise Me 3:52
11. The Cavern 2:04
12. Chutes nd Ladders 1:00
13. The Haze 2:15
14. The Hive 1:12
15. Venus Calling 2:21
16. Zodiacal Cloud 3:42
17. Only Outer Space 2:42
18. The Firmament 2:47
19. The Furniture 1:23
20. Pulsation Station 3:36
21. In the Fullness of Time 6:09
22. A Clean Slate 1:44

Die Kompositionen stammen von Miles Okazaki.

## Rezeption
Fast alle der 22 Teile der neuesten Version von Miles Okazakis Musik würden die Ziellinie überqueren, bevor zwei Minuten vergangen sind, schrieb Dave Sumner (Daily Bandcamp), aber in dieser kurzen Zeit kämen unauslöschliche Nuancen zum Vorschein.
Diese Folge von 22 Vignetten offenbare Okazakis Beherrschung der Improvisation, der Komposition neuer Musik und des Musiktheaters in einer nahtlosen Sphäre der Einheit, wobei er eine vielfältige Besetzung von 10 Spielern einsetzt, die in unterschiedlich großen Formationen gruppiert sind, schrieb Martin Longley (Jazzwise). Die Besetzung sei ungewöhnlich, die Kombinationen ungewohnt. Die drei Stimmen seien häufig vielschichtig und gelegentliche stilistische Formalitäten könnten manchen missfallen, obwohl es auch eine eigenwillige Komplexität gebe, die an Karlheinz Stockhausen oder Laurie Anderson erinnere.